# Soccer Mommy

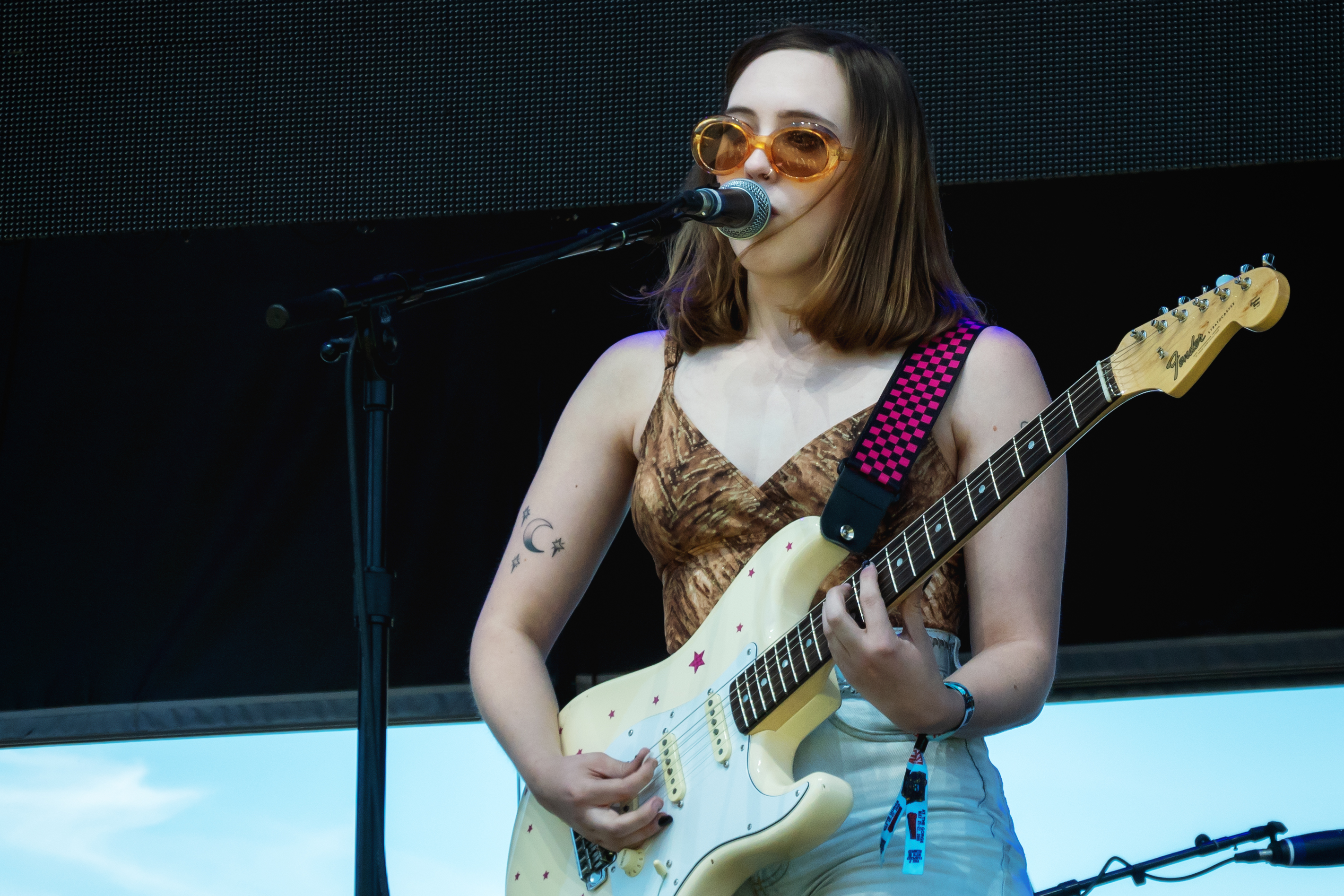
Soccer Mommy (2018)

Sophie Allison (* 27. Mai 1997 in der Schweiz), besser bekannt unter ihrem Künstlernamen Soccer Mommy, ist eine US-amerikanische Singer-Songwriterin und Musikerin. Ihr musikalisches Schaffen ist dem Indie-Rock zuzuordnen, die Texte stehen oft im Kontrast zur leichtherzigen Musik und befassen sich mit Themen wie Selbstzweifel und Depression. Ihr Debütalbum Clean erschien 2018 bei Fat Possum Records.

## Leben
Sophie Allison kam 1997 in der Schweiz zur Welt und wuchs in Nashville, Tennessee, auf. Sie besuchte die Nashville School of the Arts, wo sie Gitarrenunterricht nahm und in der Swingband spielte. Während der Schulzeit war Allison häufig auf örtlichen Punk- und Hauskonzerten zu Gast, fühlte sich in der männlich dominierten, wenig inklusiven Szene aber unwohl. Nach dem Highschool-Abschluss 2015 begann sie an der New York University ein Studium in Music Business, das sie zugunsten ihrer musikalischen Laufbahn abbrach.
Allison ist mit dem Leadgitarristen ihrer Band, Julian Powell, liiert und lebt mit ihm und ihrer älteren Schwester in Nashville.

## Karriere
Nachdem sie bereits in früher Kindheit mit dem Gitarrenspiel und dem Songschreiben begonnen hatte, nahm Allison noch in der Schulzeit erste Lieder auf, die sie unter dem Pseudonym Soccer Mommy via Bandcamp veröffentlichte. Auf diese Weise entstanden die EPs Songs for the Recently Sad und Songs from My Bedroom, mit denen sie die Aufmerksamkeit mehrerer Indie-Label erregte. 2016 brachte sie bei Orchand Tapes das Demoalbum For Young Hearts heraus und begann im Sommer desselben Jahres mit Konzerten.
2017 unterschrieb Allison einen Vertrag mit Fat Possum Records und veröffentlichte eine Kompilation mit neu eingespielten Versionen älterer Songs sowie zuvor unveröffentlichtem Material. Danach ging sie erstmals auf Tour und trat unter anderem im Vorprogramm von The Drums und Frankie Cosmos auf. Ihr Debütalbum Clean erschien im März 2018 und erhielt positive Rezensionen von Billboard, NME, Pitchfork und Rolling Stone. Beide Popkritiker der New York Times nahmen das Werk in ihre Liste der zehn besten Alben des Jahres auf.
Die folgende Tournee bestritt Soccer Mommy als Support von Künstlern wie Paramore, Liz Phair, Vampire Weekend und Wilco. Nach einem Labelwechsel zu Loma Vista arbeitete sie auf ihrem zweiten Studioalbum erneut mit dem Musikproduzenten Gabe Wax, bekannt für sein Werk mit Bands wie Deerhunter und The War on Drugs, zusammen. Im Gegensatz zum Debüt nahm sie das Album gemeinsam mit ihrer Live-Band auf und konnte sich produktionstechnisch besser einbringen. Color Theory erschien Ende Februar 2020 und erhielt ähnliche positive Kritiken wie das Vorgängerwerk. Eine geplante Tournee musste aufgrund der COVID-19-Pandemie ausbleiben, stattdessen gab Allison ein zuhause aufgenommenes Tiny Desk Concert und trat mit ihrer Band bei einer Wahlkampfveranstaltung für Bernie Sanders in Houston auf.

## Stil
Soccer Mommy produziert gitarrenbetonten Indie-Rock mit Lo-Fi-Ästhetik. Sophie Allison wuchs mit Interpretinnen wie Avril Lavigne und Taylor Swift auf und nennt außerdem Hole, Liz Phair, Sleater-Kinney und Elliott Smith als musikalische Einflüsse. Auch mit dem Pop-Rock von Sheryl Crow und Natalie Imbruglia wird ihr Schaffen verglichen. Zuweilen kommen ungewöhnliche Produktionstechniken zum Einsatz, die der Musik einen älteren Sound verleihen sollen. So wurden etwa auf ihrem zweiten Studioalbum Geräuschaufnahmen aus den 1990ern mit einem Keyboard mit Floppy-Sample-Funktion sowie Aufnahmen von Audiokassetten verarbeitet. Allison ist bemüht, auch im Studio die kreative Kontrolle zu bewahren und bleibt dadurch ihren DIY-Wurzeln treu. Auf ihrem Bandcamp-Profil charakterisiert sie ihren Stil selbst als „chill but kinda sad“ (entspannt, aber irgendwie traurig).
Während die Musik oft leicht und unbeschwert wirkt, behandeln Allisons Texte Themen wie Depression, soziale Isolation und Selbstverletzung. Nachdem sich Soccer Mommy auf dem ersten Album und Songs wie Your Dog mit dem Heranwachsen und damit verbundenen zwischenmenschlichen Konflikten beschäftigt, wendet sie sich auf dem Nachfolger Color Theory introspektiveren Inhalten zu. Das Konzeptalbum widmet sich den Themenkreisen Depression und Trauer, Krankheit (psychisch und physisch) und Tod und Verlust, die jeweils mit einer anderen Farbe (Blau, Gelb und Grau) assoziiert werden. Auf dem Track Yellow Is the Color of Her Eyes verarbeitet sie die Krebserkrankung ihrer Mutter und die Unabwendbarkeit des Todes: „loving you isn’t enough/you’ll still be deep in the ground when it’s done“.

## Diskografie
Studioalben
- 2018: Clean
- 2020: Color Theory
- 2022: Sometimes, Forever

EPs
- 2015: Songs for the Recently Sad
- 2016: Songs from My Bedroom
- 2016: Songs form My Bedroom (Pt. 2)

Sonstige Alben
- 2016: For Young Hearts (Demoalbum)
- 2017: Collection (Kompilation)
- 2017: Soccer Mommy on Audiotree Live

Singles
- 2017: Last Girl/Be Seeing You
- 2018: Henry/I’m on Fire
- 2018: Your Dog/Blossom (Wasting All My Time)
- 2019: Blossom (Demo)/Be Seeing You
- 2019: Lucy
- 2019: Yellow Is the Color of Her Eyes/Lucy
- 2020: Circle the Drain
- 2020: Bloodstream